# Cenicero (La Rioja)
Cenicero es un municipio riojano de la comarca de Logroño, en la Rioja Media. Tiene 2176 habitantes y una superficie de 31,76 km². Su densidad de población es de 68,51 habitantes por km². Ostenta el título de muy humanitaria ciudad.
Es un municipio eminentemente agrícola, en donde la vinicultura es el principal producto. Cenicero se sitúa en la orilla derecha del Ebro al lado del río Najerilla. El terreno que ocupa está constituido por terrazas naturales que se prestan al cultivo de la vid.

## Toponimia
Hay dos teorías que pugnan por explicar el origen del nombre de Cenicero: la primera de ellas defiende la tesis de que dicho nombre viene de las cenizas que dejaban los pastores en su estancia invernal por la zona; la otra, defiende la hipótesis de que el nombre de Cinassariam se debe a las cenizas que sobraban al realizar el carbón vegetal de encina y carrasca, que abundaban en la zona.

## Geografía
Integrado en la comarca de Rioja Media, se sitúa a 25 kilómetros de Logroño. El relieve del municipio está definido por la ribera derecha del río Ebro, que hace de límite con la provincia de Álava, y por una llanura con elevaciones aisladas que asciende progresivamente hacia el sur. El río Najerilla hace de límite noroccidental hasta su desembocadura en el Ebro. La altitud oscila entre los 783 metros al sureste (Dehesa de Navarrete) y los 405 metros a orillas del Ebro. El pueblo se alza a 437 metros sobre el nivel del mar.
Limita al norte con Baños de Ebro (Álava) y Elciego (Álava), al este con Fuenmayor, al sureste con Navarrete, al sur con Uruñuela y Huércanos, al oeste con San Asensio y al noroeste con Torremontalbo. 

### Comunicaciones
El término municipal está atravesado por la Autopista Vasco-Aragonesa (AP-68) y por la carretera nacional N-232, entre los pK 426 y 432, además de por las carreteras autonómicas LR-113, que se dirige hacia Uruñuela, LR-211, que conecta con el municipio alavés de Elciego, y LR-321, que permite la comunicación con Huércanos. 
Existe estación de tren, actualmente sin servicio al no tener parada ninguno de los 5 trenes por sentido que circulan diariamente en la línea.
El aeropuerto más cercano es el de Logroño.

### Hidrografía
La hidrografía del municipio está marcada por el río Ebro y su afluente el Najerilla. El aprovechamiento de sus aguas para el cultivo de regadío ha hecho que se construya una amplia red de canales de riego. El Ebro es un río caudaloso que a la altura de Cenicero tiene ya un importante caudal y un cauce ancho. El Najerilla, mucho más humilde, viene de las estribaciones de la Sierra de la Demanda.

### Orografía
En terrazas naturales que vierten a los dos ríos que rodean el municipio con una vegetación típicamente mediterránea en donde abunda la carrasca y el tomillo. El territorio ha sido dominado por el hombre para realizar la labores agrícolas desde tiempos prehistóricos.

## Economía
La base económica de la ciudad de Cenicero es la agricultura, en especial la vitivinícola y toda la industria asociada a esta actividad primaria. El turismo, desde siempre importante y procedente del cercano país Vasco se ha desarrollado con el incremento del llamado turismo rural y asociado en buena medida al clima y al vino.
El sector primario, el principal y centrado en la actividad vitivinícola, es la base de la economía de los habitantes de Cenicero. Sus tierras se prestan a la producción de la vid y la calidad de la uva producida así como la elaboración del vino, encuadrado dentro de la denominación de origen Rioja, es una fuente de ingresos muy importante. La superficie cultivada es de 2600 ha y en su mayor parte están dedicadas al cultivo de la uva aunque hay otros productos de regadío y secano pero de menor importancia, siendo en muchos casos para el consumo propio. La producción de uva anual varía entre 12 y 14 millones de kilos.
El sector secundario, está centrado en al industria agroalimentaria y en producción vitivinícola y la asociada ella como la corchería, tonelería...
El sector servicios, la escasa distancia que le separa de la capital de la provincia hace que el desarrollo el comercio sea pobre. Se basa en cubrir la necesidades diarias de sus habitantes. En cambio, el subsector hostelero está desarrollado por razón de la actividad turística.

### Evolución de la deuda viva
El concepto de deuda viva contempla sólo las deudas con cajas y bancos relativas a créditos financieros, valores de renta fija y préstamos o créditos transferidos a terceros, excluyéndose, por tanto, la deuda comercial.
| Gráfica de evolución de la deuda viva del ayuntamiento entre 2008 y 2017                             |
| |
| Deuda viva del ayuntamiento en miles de Euros según datos del Ministerio de Hacienda y Ad. Públicas. |

La deuda viva municipal por habitante en 2014 ascendía a 704,48 €.

## Símbolos
El escudo de armas de la ciudad de Cenicero exhibe las siguientes armas; en campo azul claro, una torre entorrada de dos más, de plata aclaradas de gules. De la base de la torre, en plata, dos brazos armados con sendas espadas. Rodeando el campo en sinople de distintos tonos y moteada en sable con tres verendas de oro tostado con un cerco de hojas de encina en sinople. Sobre el conjunto una corona de oro.

## Historia

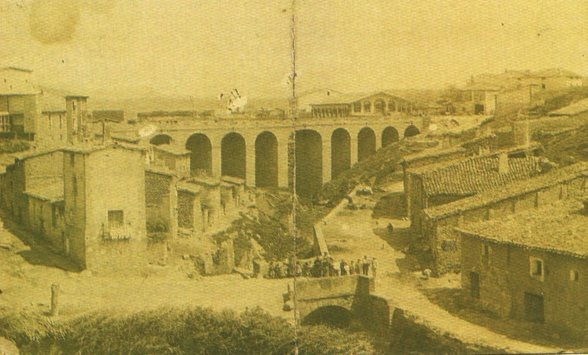
Puente de Cenicero, principios del

En la Crónica Albeldense se menciona la famosa expedición que llevó a cabo Alfonso I, rey de Asturias, por la ribera del Ebro en el año 740. En dicho relato se refieren las localidades destruidas: Mirandam (Actual Miranda de Ebro), Revendecam, Carbonariam, Abeicam (Ábalos, desde donde cruzó el Ebro), Brunes (Podría ser Briones pero no es del todo seguro), Cinissariam (Actual Cenicero) y Alesanco.
En 1375 recibe la carta poblacional, que permitía la repoblación de la zona y constituía un bastión contra los navarros. Según un documento de la época: 

convenía que se volviesen allí vecinos y se oviesen cercas y fortalezas para oponerse a los navarros que allí facian mal y daño

En esa época se construyó un castillo sobre el cerro desde el que se divisa el actual caserío de Cenicero.
De 1403 existen documentos sobre litigios con Huércanos sobre límites y pastos.
La población estaba unida a Nájera, pero a comienzos del siglo XV ya contaba con territorio propio.
En 1465, Enrique IV crea el Ducado de Nájera y se lo otorga a Pedro Manrique de Lara y Sandoval.
En 1636, bajo el mandato de Jorge de Cárdenas y Manrique de Lara, VI Duque de Nájera, la población se convirtió en villa.
En 1767 el rey Carlos III concedió a la villa el privilegio de celebrar mercado franco.
En 1790 Cenicero fue uno de los pueblos fundadores de la Real Sociedad Económica de La Rioja, una de las sociedades de amigos del país fundadas en el siglo XVIII conforme a los ideales de la ilustración.
En 1808 durante la Guerra de la Independencia Española, las tropas francesas se instalaron en Cenicero.
En 1838 la ciudad recibe al General Espartero con una gran fiesta y un arco, después de la batalla de Peñacerrada, donde venció a los carlistas.
En 1855 se construyó el puente sobre el barranco que divide el casco viejo de la zona nueva de la villa, obra del ingeniero Miguel Alcolado.
En 1907 se instaló luz eléctrica en la ciudad, generada por la compañía Sociedad Anónima Electra de Cenicero. En 1915 se construyó el Hospital Municipal. En 1916 se instaló una estación de telégrafo. En 1951 se estableció agua corriente para toda la ciudad.

### Defensa de los cenicerenses frente al ejército carlista
El 21 y 22 de octubre de 1834 tuvo lugar el asedio a la torre de Cenicero por los carlistas. La Milicia Urbana de Cenicero, compuesta por 70 hombres, resistió bizarramente durante 26 horas seguidas a las tropas de Tomás de Zumalacárregui, de unos 5000 soldados. El jefe carlista había atravesado muy de mañana el Ebro desde la orilla norte por el vado Tronconegro situado unos tres kilómetros al oeste de la localidad para apresar un convoy de armas procedente de Burgos y con destino a Logroño. Cuando llegó al camino real el convoy ya había pasado, por lo que inició la persecución. Para ello tenía que atravesar Cenicero, cruzando el puente que sobre un barranco divide en dos la localidad. A la entrada del puente y a mano izquierda, según venía Zumalacárregui, se encuentra la iglesia y ante su pórtico la Milicia Urbana había levantado una barricada con puertas, colchones y sacos de paja. Ante el fuego de los Urbanos, imposibilitándole el paso, Zumalacárregui tuvo que rodear el pueblo, lo que le ocasionó pérdida de tiempo aunque finalmente consiguió alcanzar y apoderase del convoy cuando este ya estaba a la vista de Logroño. Al volver, dado el carácter vengativo que caracterizaba al jefe carlista, se empeñó en apoderarse de los individuos de la Milicia Urbana y fusilarlos, tal como era en él costumbre. Los Urbanos de Cenicero, con solamente 1800 cartuchos, resistieron desde las once de la mañana hasta el anochecer tras su barricada ante la puerta de la iglesia.
Hubo escenas patéticas. Los carlistas obligaron a Doña Benita Hernáez, que tenía dos hijos encerrados en la iglesia, para que les intimase a la rendición obteniendo a cambio perdón; doña Benita les conminó a resistir con estas palabras: "Hijos míos: me obligan a que os diga que entreguéis las armas, pero yo os aconsejo que os defendáis hasta el último aliento; y si me traen por delante con vuestras hermanas, matadnos antes que rendiros". Sus hijos conmovidos la obligaron a encerrarse con ellos. Al anochecer los Urbanos cedieron la barricada y se retiraron a la torre exenta, ante cuya pequeña puerta habían levantado un parapeto con losas arrancadas del suelo. Los intentos de los carlistas de asaltarlo resultaron fallidos, siendo sacrificados en ellos muchos hombres de su selecto cuerpo de Guías de Navarra.
Zumalacárregui, hastiado de sus infructuosos resultados, ordenó dar fuego a la iglesia quemando altares, órgano, imágenes etc. utilizando para avivar el fuego mobiliario de las casas de Cenicero. Tratando de endurecer los efectos del fuego echaron en él cuanto pimiento molido y sin moler había en el pueblo.
No murió ni uno solo de los encerrados en la torre, único lugar que se salvó de las llamas debido a que la torre es exenta y a que el aire castellano llamado cierzo y que recorre la Rioja proviniendo del oeste, inclinó las llamas a la parte opuesta de la torre. El balance de las fuerzas carlistas fue de unos 60 muertos y más de 80 heridos.
A las once de la mañana del día 22, tras 26 horas de lucha, Zumalacárregui abandonó Cenicero ante el temor de la llegada de auxilio, diciendo: "Bien merecen esos valientes ser premiados, si cosa mía fuera, no echaría en olvido su heroísmo".
Esta gesta heroica se celebró con admiración y asombro en toda España, traspasando fronteras. La reina otorgó a estos valientes medallas de oro en forma de estrella, doce de los más distinguidos son condecorados con la cruz individual de Isabel II. Económicamente, por suscripción en varias provincias de España y del extranjero, se alivió a los urbanos, cuyas casas habían sido saqueadas por las tropas de Zumalacárregui.
Fundada la Sociedad y Cofradía de Los Urbanos se celebra su fiesta el 22 de octubre hasta 1936.

#### Colocación de la Estatua de la Libertad

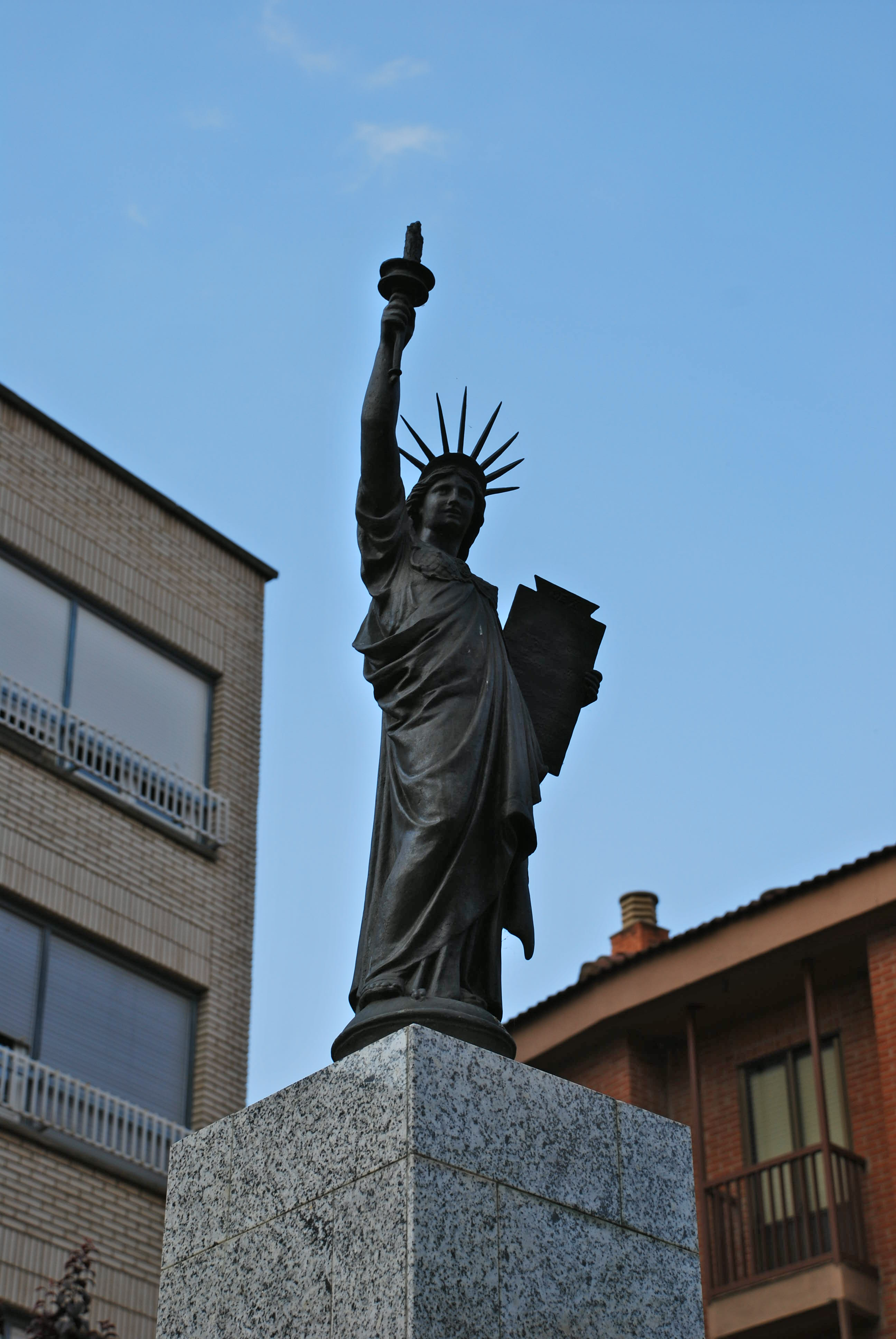
Estatua de la Libertad

En 1897 se acordó levantar un monumento a la memoria de los héroes, encargándose la ejecución de una estatua de la Libertad a Niceto Cárcamo, natural de Briones.
El ayuntamiento donó 300 pesetas, y la Sociedad de Milicianos los fondos que tenía; el duque de la Victoria 100 pesetas; Sagasti 250 y otras 100 el Marqués de Reinosa.

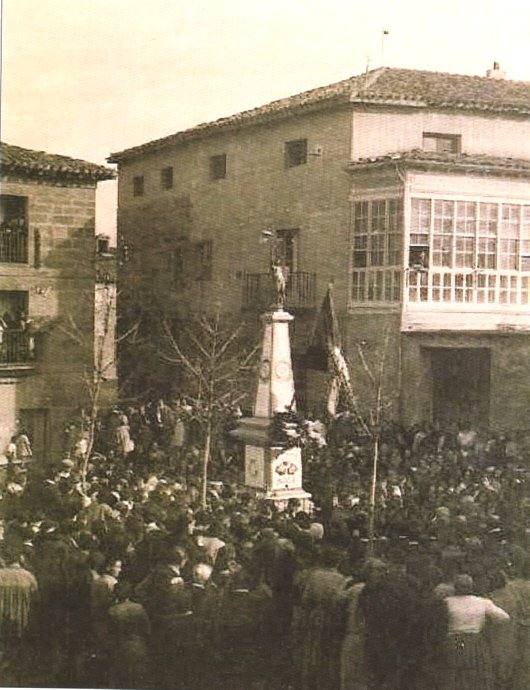
La Estatua de la Libertad a principios del

El 27 de octubre de ese mismo año se colocó en la plaza de Cantabrana (actual plaza del Doctor San Martín), permaneciendo hasta 1936, año en que volvieron los carlistas a Cenicero, de la mano del general Franco. Cuando los carlistas vieron la estatua la enviaron directamente a la cárcel. En 1976, gracias al entusiasmo de un grupo de cenicerenses era reinstaurada nuevamente en esa misma plaza con un nuevo pedestal, obra de los escultores Dalmati-Narvaiza. En 1997 se celebró el centenario de la Estatua de La Libertad. Con tal motivo se creó una comisión encargada de coordinar y organizar los actos que se celebraron a lo largo de todo el año en memoria de La Libertad. De todos los actos, el más significativo fue el cambio de estatua.
En este pedestal se encuentra una placa con los nombres de los protagonistas de esta gesta.
Con motivo del Centenario de La Estatua de La Libertad, en 1997 se llevaron a cabo una serie de actos creando una Comisión encargada de organizarlos.
También se hizo una réplica en bronce de la estatua porque con el paso del tiempo se encuentra muy deteriorada, produciéndose un nuevo cambio y descansando la auténtica de hierro en el Vestíbulo de la Casa de Cultura Las Monjas.

### Catástrofe de Torremontalbo

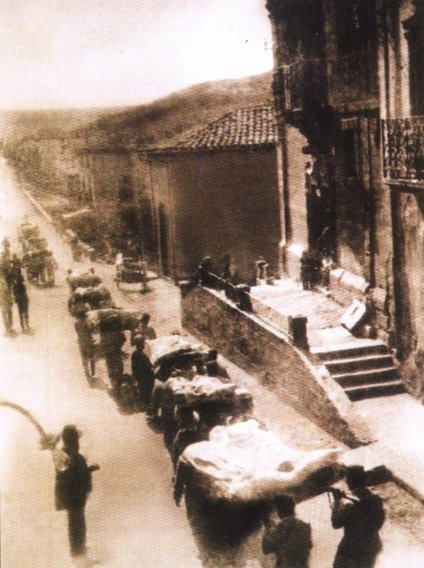
Traslado de heridos en la catástrofe de Torremontalbo (1903)

Hacia las tres de la tarde del día 27 de junio de 1903, en las inmediaciones de Torremontalbo, el tren correo de Bilbao a Castejón, número 160, atravesaba la curva del puente de hierro de esta localidad, cuando debido a la velocidad y al mal estado del puente el tren descarriló en el barranco del río Najerilla. Esta catástrofe había sido presentida por los pueblos de alrededor y especialmente por el conde de Hervías, Trinidad Pedro Manso de Zúñiga y Enrile, quien en numerosas ocasiones se había quejado del estado del puente. Cayeron al río Najerilla los 17 vagones que componían el convoy, manteniéndose en el puente las dos locomotoras. Murieron 43 personas y otras 80 resultaron heridas. 
El puente, que lo gestionaba la Compañía del Norte, había sido construido en 1880 y tenía deficiencias de mantenimiento; con defectos de arriostramiento en las vías principales del puente y falta de contracarriles. En 1914 se derrumbó un pilar por la crecida del Najerilla y en 1924 se detectó que otro de los pilares estaba hundido, todo esto llevó a tomar la decisión de hacer un nuevo puente que se inauguró el 30 de abril de 1926.
Al lugar de la catástrofe acudieron al escuchar el estruendo y los lamentos los agricultores de Cenicero, Don Trinidad, su hija y criados. Saturnino Hernández, vecino de Cenicero, corrió con urgencia a avisar al alcalde interino de la localidad, Francisco Montejo, quienes en una dolorida llamada de socorro reunieron a todo el pueblo de Cenicero con mantas, colchones, trapos y todos los enseres de primeros auxilios.
Corrió Baltasara Alonso, mujer del peón caminero que tenía su casa en la carretera de Torremontalbo, quien al límite de sus fuerzas para cuando llegaron los de Cenicero había transportado sesenta cántaros de agua para las víctimas.
Cuando llegaron los primeros a socorrer el tren se bamboleaba y crujía pareciendo que se iba a desplomar otra vez de un momento a otro. Entre los retorcidos hierros se alzaban gritos de dolor, llantos de impotencia y lo peor, el silencio de la muerte. Una mujer salvó a su hijo de siete meses arrojándolo por la ventana antes de perder la vida; el maquinista gritó «agua, agua» antes de fallecer; otro gritó pidiendo que lo sacasen aunque fuese perdiendo el brazo.
En Cenicero solo se escuchaban las campanas de la torre que tocaban a rebato. Sus gentes fueron todos a Torremontalbo: algunas mujeres volvían a preparar el hospital, las escuelas, otros en el lugar de la catástrofe transportaban agua para aplacar la sed, vigilaban equipajes para evitar el pillaje, consolaban a los heridos, sacaban heridos entre hierros retorcidos. No faltó nada, sobraron mantas, colchones y palabras de consuelo para los supervivientes. Todos los habitantes de Cenicero abandonaron sus quehaceres corriendo a asistir a las víctimas. Por la noche en el rescate se iluminaban con antorchas y faroles por si quedaba gente en los amasijos de hierros. Todos ayudaron, todos sin distinción de clase.
Las casas de Cenicero se convirtieron en un hospital, infatigables los cenicerenses rescataron en menos de nueve horas sin medios adecuados, ya que hasta la media noche no llegó el tren de Logroño con el material necesario, la práctica totalidad de los heridos y a los muertos. Su valor se prolongó varios días, primero enterrando en su cementerio a los 43 muertos que perecieron y luego en sus hogares curando y cuidando a los heridos sin recibir, ni admitir nada a cambio.
El alcalde, Francisco Montejo, pregonó un bando rogando que se pusieran colgaduras negras en los balcones y que no se notase en la gente joven el menor átomo de alegría propio de días festivos.
Gabriel Jiménez, párroco de Cenicero, los condes de Hervías, Manuel Aguirre, guardia civil, Francisco Montejo, alcalde interino de Cenicero, y todo el pueblo de Cenicero y Torremontalbo sin ninguna excepción dieron muestras de una increíble entrega. Aunque no se puede resaltar un héroe, ni alabar un comportamiento sino la unanimidad de todos, a los que hay que agradecerles la salvación de muchas vidas, la historia ha resaltado uno, el de Concha Manso de Zúñiga, la heroína de Torremontalbo, quizás por el rango de su cuna se convirtió en el símbolo de la caridad, adquiriendo su comportamiento resonancia nacional.
Los cenicerenses se entregaron de tal forma en la ayuda que hubo personas que no aparecieron por su casa en una semana. La catástrofe de Torremontalbo por desgracia no pudo compararse a ninguna de las ocurridas entonces en las vías férreas porque se registraron 43 muertos y más de 80 heridos.

### Cenicero, ciudad muy humanitaria
Cenicero se ganó el título de «ciudad muy humanitaria» por un ejemplar comportamiento con motivo del accidente ferroviario del puente de Torremontalbo en 1903, junto con la resistencia durante el asedio de los días 21 y 22 de octubre de 1834 para defender los ideales de libertad y el trono de Isabel II durante la Primera Guerra Carlista. Por eso el escritor Mariano de Cavia expresó su admiración por esta ciudad con las siguientes palabras:

Al pasar por Cenicero hay que quitarse el sombrero.

El 19 de enero de 1904 Cenicero villa generosa recibió el premio a su altruismo, a su tesón a la voluntad unánime de la ayuda humanitaria en una hecatombe, Alfonso XIII le concede el título de ciudad, la octava de La Rioja.

Subsecretaría

Sección 1ª

Negociado 1º

S. M. El Rey(q.D.g.) se ha dignado expedir por este Ministerio el Real Decreto siguiente:
"Deseando dar testimonio público de Mi Real aprecio a la villa de Cenicero con motivo del humanitario proceder de sus habitantes en la catástrofe del puente Torremontalbo ocurrida el día veintisiete de junio del año próximo pasado: 

Vengo a concederle el título de Ciudad.

Dado en Palacio a diez y nueve de Enero de mil novecientos cuatro.-Alfonso.-El Ministro de la
Gobernación, José Sánchez Guerra».

De Real orden lo digo a V.S. para su conocimiento y satisfacción de la corporación que tan dignamente preside.

Dios guarde a V.S. muchos años Madrid-19 de enero de 1904

## Demografía
Cuenta con una población de 2091 habitantes (INE 2024).
| Gráfica de evolución demográfica de Cenicero entre 1842 y 2021                                                        |
| |
| Población de derecho según los censos de población del INE. Población de hecho según los censos de población del INE. |

## Administración y política
| Periodo   | Nombre                              | Partido |
| --------- | ----------------------------------- | ------- |
| 1979-1983 | Antonio Martínez Tricio             | PSOE    |
| 1983-1987 | Antonio Martínez Tricio             | PSOE    |
| 1987-1991 | Antonio Martínez Tricio             | PSOE    |
| 1991-1995 | Antonio Martínez Tricio             | PSOE    |
| 1995-1999 | Mª Teresa Fernández-Bobadilla Pérez | PP      |
| 1999-2003 | Mª Teresa Fernández-Bobadilla Pérez | PP      |
| 2003-2007 | Lorenzo Francia González            | PSOE    |
| 2007-2011 | Pedro Mª Frías Zaldivar             | PP      |
| 2011-2015 | Pedro Mª Frías Zaldivar             | PP      |
| 2015-2019 | Pedro Mª Frías Zaldivar             | PP      |
| 2019-2023 | Marcos Jiménez Zapatero             | PSOE    |
| 2023-act. | Eduardo Del Campo Solar             | PP      |

## Cultura

### Monumentos y lugares de interés

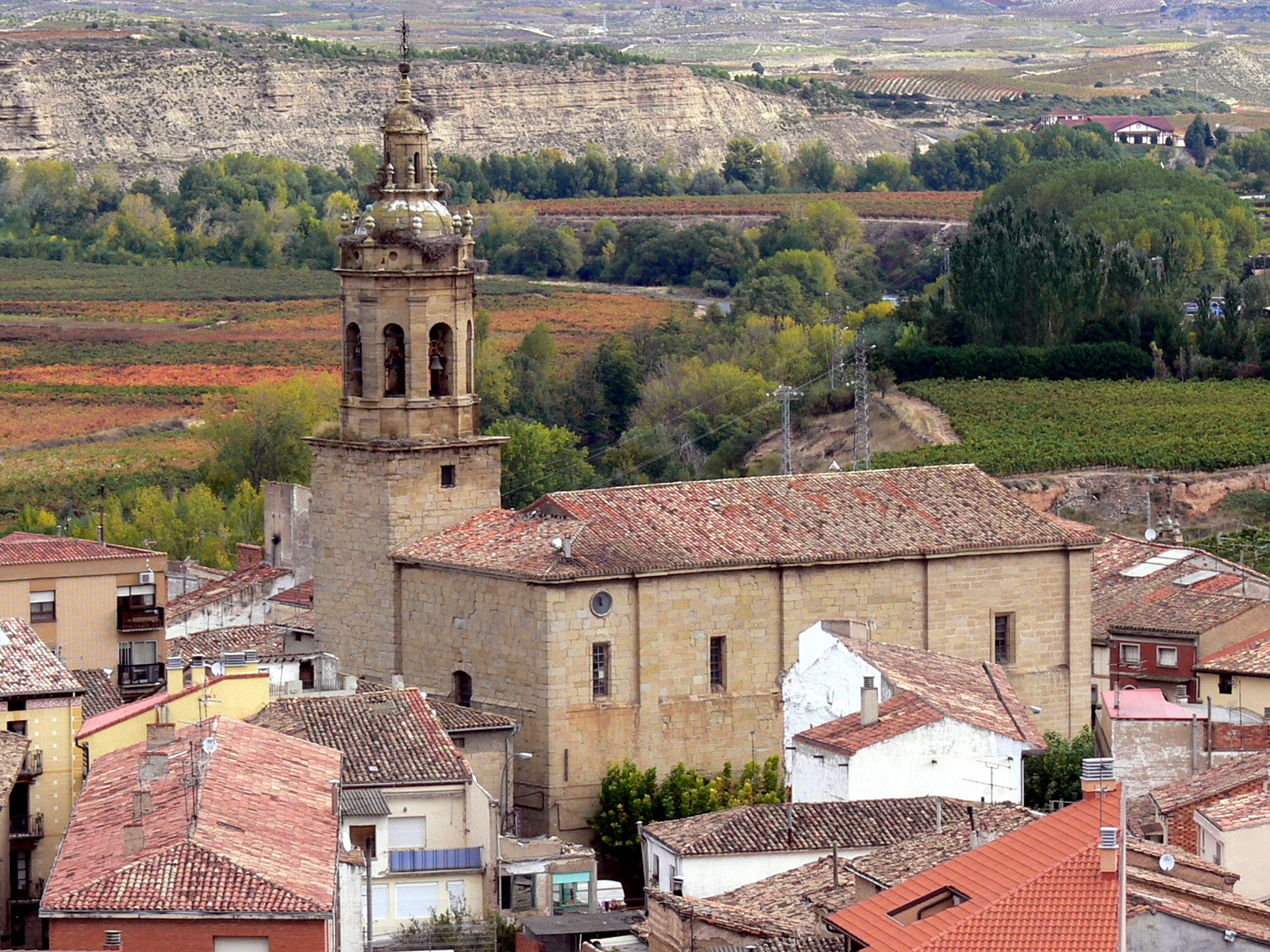
Iglesia de San Martín

Entre los logres dignos de visitar de la ciudad de Cenicero están los múltiples yacimientos existentes en la zona, como los de San Justo, Sanchisnal y las Majadas. Estos restos corresponden a las culturas celta, íbera y romana.
Entre los hallazgos destaca la necrópolis medieval del asentamiento de los Paletones. Cuenta con enterramientos de lajas fechados en los siglo X y XII, donde se han encontrado dos estelas discoideas con una cruz griega por toda talla.
Entre los monumentos propiamente dichos destacan:
- Iglesia parroquial de San Martín, del siglo XVI. De origen gótico fue destruida en la guerra carlista de 1834 lo que obligó a una reconstrucción de la misma. Se reinauguró en 1854. Sus retablos se perdieron en el incendio y fueron sustituidos por los del convento de S. Francisco de Nájera. El retablo mayor es de nueva factura y está hecho en hormigón.

- Ermita de la Virgen del Valle, situada en el centro de la ciudad, es un edificio barroco del siglo XVIII, compuesto por una sola nave de tres tramos, capillas entre los contrafuertes y tiene un crucero cubierto de bóveda octogonal. La portada se sitúa a los pies y sobre ella una espadaña con tres vanos para campanas. Su parte más antigua es el presbiterio, construido en el Siglo XVI, cuando el edificio era casi cúbico, con contrafuertes en las esquinas, hasta que dos siglos más tarde fue reformado y ampliado. En el interior destacan dos bellos retablos del siglo XVIII dedicados a San Antón y San Isidro, así como el retablo central, con la imagen tallada de la Virgen del Valle del siglo XIII, patrona de esta ciudad, a la que los ciudadanos de esta localidad profesan especial devoción.

- Casa de Cultura "Las Monjas", del siglo XVIII. Tiene incoado expediente como Bien de Interés Cultural en la categoría de Monumento desde el 29 de septiembre de 1980.[7]

- Crucero, del siglo XVI es una cruz de término renacentista. Tiene un añadido del siglo XX.

Las casas de Cenicero poseen todas ellas una bodega que en muchos casos guarda un lagar. Ejemplo claro de ello es la casa fuerte gótica en la calle Trinquete.

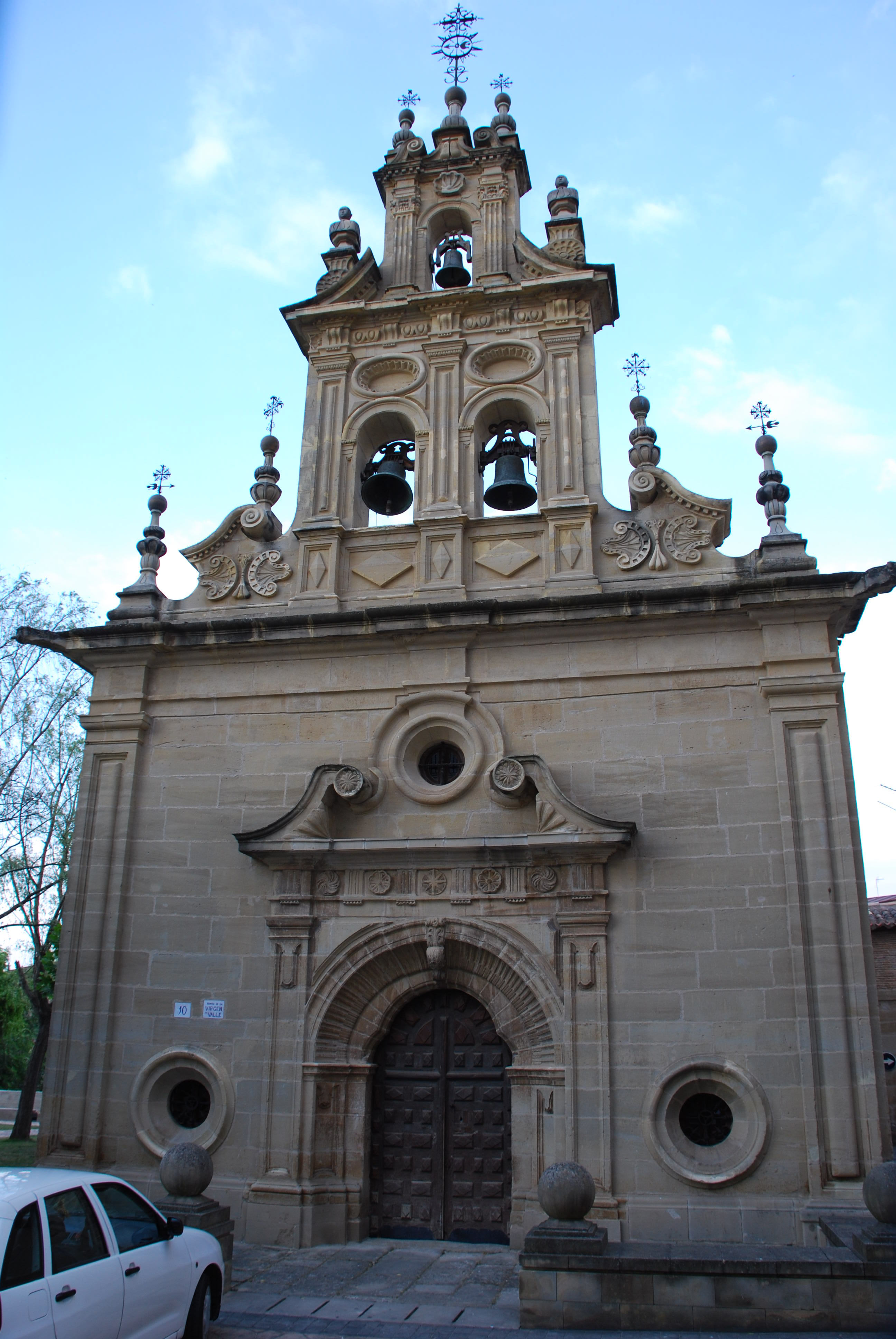
Ermita de la Virgen del Valle
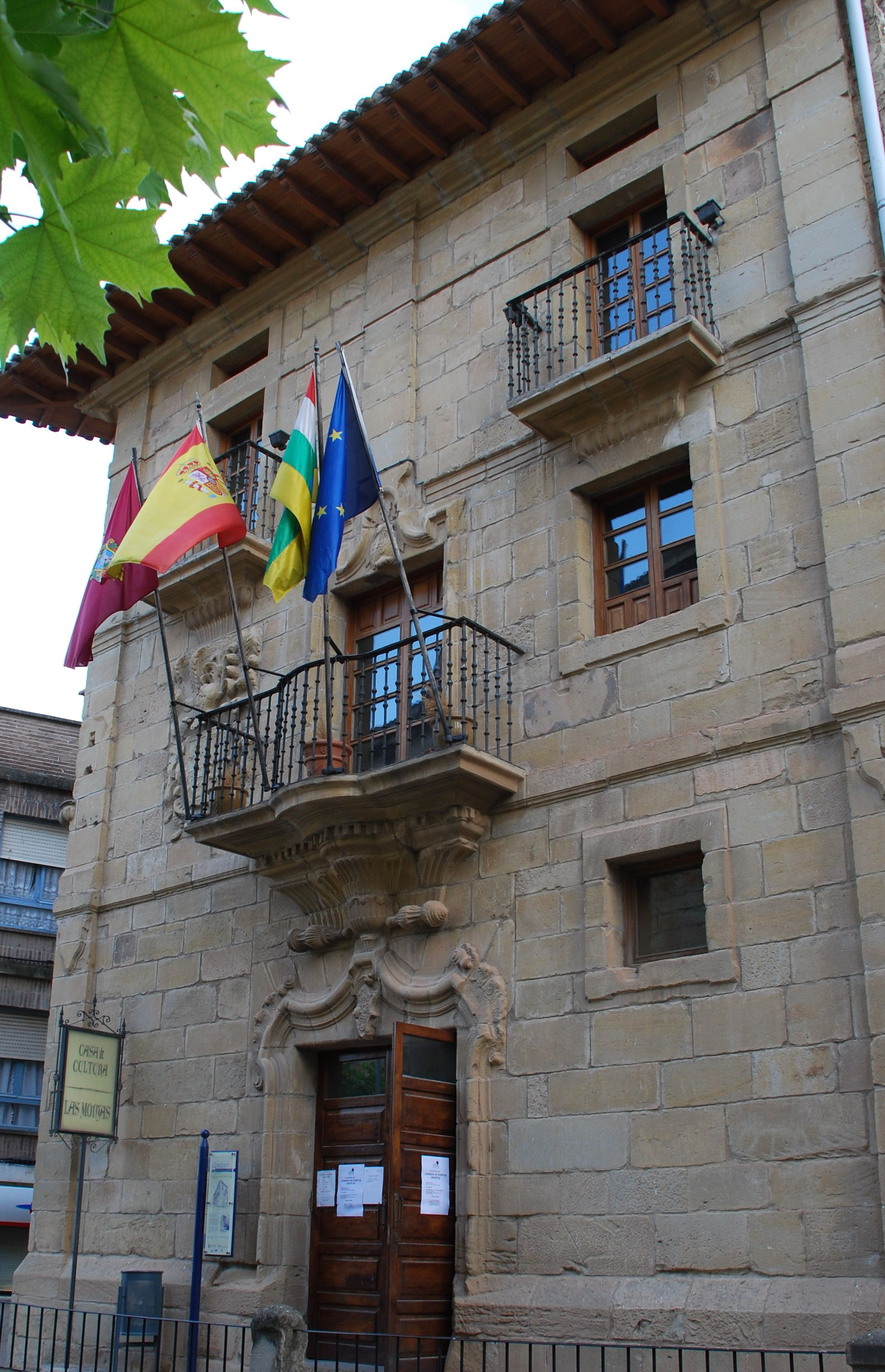
Casa de las Monjas
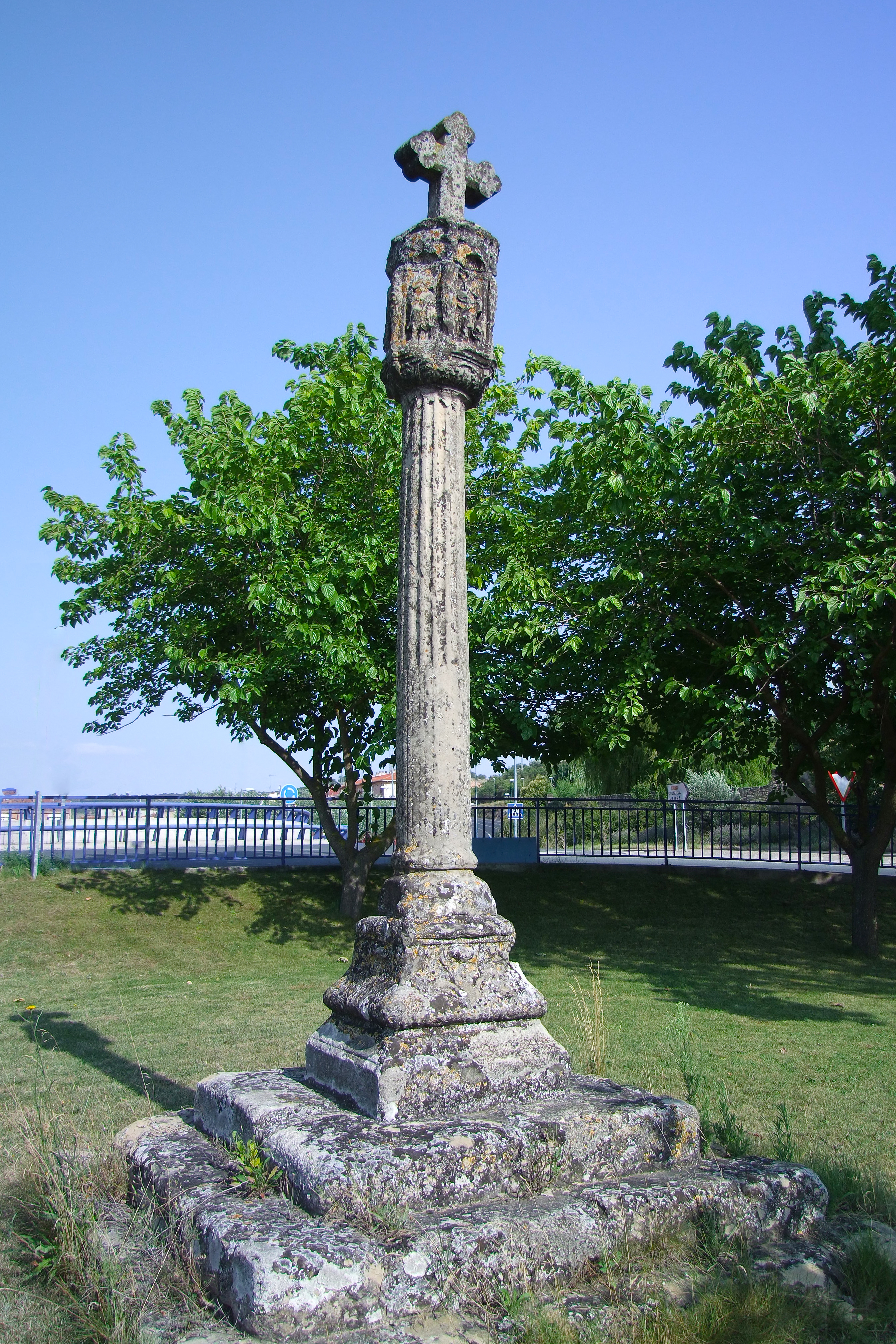
Crucero

### Fiestas
La fiesta mayor se hace en honor de Santa Daría el 25 de octubre, aunque se celebra a principios de septiembre, con la festividad de la Virgen del Valle.
La Cofradía de San José realiza una fiesta el día del santo (19 de marzo) en la que se reparten bollos con vino y zurracapote.
El 15 de mayo se celebra San Isidro. En la ermita de la Virgen del Valle se canta la salve, y se enciende la hoguera o "charma". También se reparten bollos y zurracapote.
La Semana Santa se celebra con actos típicos y únicos, como la quema del Judas, que son monigotes o muñecos de gran tamaño que rellenos de paja y vestidos de forma estrafalaria. Se cuelgan en las calles y se encienden.
Aparte de las fiestas, se organizan varios actos culturales, como el Concurso de Jotas del Ebro o el certamen Bienal de Pintura y escultura El Salón de Otoño de La Rioja.

### Deporte
El máximo exponente del deporte de Cenicero es el equipo de fútbol del Club Deportivo Cenicero, que milita en el grupo XVI de la Tercera División.
Y el Club Baloncesto Cenicero la alcoholera, que actualmente milita en 2.ª Nacional. Este Club ya ha cosechado unos cuantos títulos en estas últimas temporadas: las sénior femenino lograron ganar la liga y la copa sin perder un solo partido, también los sénior masculino ascendieron a la actual categoría en la que se encuentran y por último el equipo cadete masculino 94 también se hizo con el campeonato. Estos el año anterior también se hicieron con el campeonato en infantil masculino. El equipo Cadete Masculino se ha proclamado Subcampeón de La Rioja 2010. Este Club cuenta con 11 equipos en total. Aunque el máximo exponente baloncencistico local fueron los Halcones que en su momento llegaron a lo que es ahora LEB PLATA con gente de la localidad, siendo así el primer pueblo en jugar en una liga a nivel Nacional.
 Archivado el 21 de noviembre de 2011 en Wayback Machine.
Cada 31 de diciembre por la tarde se celebra la carrera popular San Silvestre.